# Zambia i olympiska sommarspelen 2016
Zambia deltog med sju deltagare vid de olympiska sommarspelen 2016 i Rio de Janeiro. Ingen av landets deltagare erövrade någon medalj.

## Boxning
| Boxare       | Gren       | Omgång 1             | Omgång 2             | Kvartsfinal          | Semifinal            | Final                | Final            |
| Boxare       | Gren       | Motståndare Resultat | Motståndare Resultat | Motståndare Resultat | Motståndare Resultat | Motståndare Resultat | Placering        |
| ------------ | ---------- | -------------------- | -------------------- | -------------------- | -------------------- | -------------------- | ---------------- |
| Benny Muziyo | Mellanvikt | Şipal (TUR) L 1–2    | Gick inte vidare     | Gick inte vidare     | Gick inte vidare     | Gick inte vidare     | Gick inte vidare |

## Friidrott
Förkortningar
- Notera– Placeringar avser endast det specifika heatet.
- Q = Tog sig vidare till nästa omgång
- q = Tog sig vidare till nästa omgång som den snabbaste förloraren eller, i fältgrenarna, genom placering utan att nå kvalgränsen
- NR = Nationellt rekord
- N/A = Omgången fanns inte i grenen
- Bye = Idrottaren behövde inte tävla i omgången

Bana och väg
| Idrottare         | Gren                | Heat     | Heat      | Kvartsfinal | Kvartsfinal | Semifinal        | Semifinal        | Final            | Final            |
| Idrottare         | Gren                | Resultat | Placering | Resultat    | Placering   | Resultat         | Placering        | Resultat         | Placering        |
| ----------------- | ------------------- | -------- | --------- | ----------- | ----------- | ---------------- | ---------------- | ---------------- | ---------------- |
| Jordan Chipangama | Herrarnas maraton   | i.u.     | i.u.      | i.u.        | i.u.        | i.u.             | i.u.             | 2:24:58          | 93               |
| Gerald Phiri      | Herrarnas 100 meter | Bye      | Bye       | 10,27       | 4           | Gick inte vidare | Gick inte vidare | Gick inte vidare | Gick inte vidare |
| Kabange Mupopo    | Damernas 400 meter  | 51,76    | 2 Q       | i.u.        | i.u.        | 52,04            | 7                | Gick inte vidare | Gick inte vidare |

## Judo
| Idrottare     | Gren                          | Omgång 1             | Omgång 2                | Omgång 3               | Kvartsfinaler        | Semifinaler          | Återkval             | Final / BM           | Final / BM       |
| Idrottare     | Gren                          | Motståndare Resultat | Motståndare Resultat    | Motståndare Resultat   | Motståndare Resultat | Motståndare Resultat | Motståndare Resultat | Motståndare Resultat | Placering        |
| ------------- | ----------------------------- | -------------------- | ----------------------- | ---------------------- | -------------------- | -------------------- | -------------------- | -------------------- | ---------------- |
| Mathews Punza | Herrarnas halv lättvikt −66kg | Bye                  | Pollack (ISR) W 100–000 | Gomboč (SLO) L 000–101 | Gick inte vidare     | Gick inte vidare     | Gick inte vidare     | Gick inte vidare     | Gick inte vidare |

## Simning
| Idrottare            | Gren                      | Heat  | Heat      | Semifinal        | Semifinal        | Final            | Final            |
| Idrottare            | Gren                      | Tid   | Placering | Tid              | Placering        | Tid              | Placering        |
| -------------------- | ------------------------- | ----- | --------- | ---------------- | ---------------- | ---------------- | ---------------- |
| Ralph Goveia         | Herrarnas 100 m fjärilsim | 54,84 | 38        | Gick inte vidare | Gick inte vidare | Gick inte vidare | Gick inte vidare |
| Jade Ashleigh Howard | Damernas 100 m frisim     | 58,47 | 35        | Gick inte vidare | Gick inte vidare | Gick inte vidare | Gick inte vidare |